# عبدالهی علیا
عبدالهی علیا، روستایی از توابع بخش رستم شهرستان ممسنی در استان فارس ایران است.

## جمعیت
این روستا در دهستان رستم یک قرار دارد و براساس سرشماری مرکز آمار ایران در سال ۱۳۸۵، جمعیت آن ۵۹۷ نفر (۱۳۷خانوار) بوده‌است.